# Muskingum (reka)
Reka Muskingum je pritok reke Ohio, dolg približno 111 mi (179 km), v jugovzhodnem Ohiu v Združenih državah Amerike. V 19. stoletju je bila pomembna trgovska pot in teče večinoma proti jugu skozi vzhodno hribovito območje Ohia. Skozi Ohio je del porečja reke Mississippi. Reka je plovna večji del svoje dolžine skozi vrsto zapornic in jezov.